# Ignazio Silone
Ignazio Silone (Pescina, 1900. május 1. – Genf, 1978. augusztus 22.) olasz származású svájci író.

## Élete
Dél-itáliai parasztcsalád gyermeke, anyját, testvéreit elvesztette egy földrengésben. Az elnyomottság érzése élete meghatározó tényezőjévé vált, korán politizálni kezdett. 1921-ben az Olasz Kommunista Párt alapító tagja volt. 1930-44: a fasizmus elől Svájcba emigrált.

## Pályája

### Kezdeti alkotások
A svájci emigrációban vált íróvá, regényei először németül és angolul jelentek meg. Művei ebben az időszakban: 
- Fontamara (1930) regény – az Abruzzók életét ábrázolja a fasizmus szorításában.
- Bor és kenyér (1946) regény – a verista hagyományok követője.

### Az 1930-as évek művei
Silone ebben az időszakban szembefordult a kommunizmussal, de antifasiszta maradt. A világháború után veszített jelentőségéből, de hatással volt a neorealizmusra. 

### Az 1960-as évek művei
Az író pályáján ez az időszak az írói megújulás időszaka. Fő műve a 60-as évek terméséből:  
- Egy jámbor keresztény kalandjai (1968) történelmi dráma, a ferences mozgalmaknak állít emléket.

## Magyarul
- Fontamara. Regény; ford. Mátrai Ede; Kohányi, Kolozsvár, 1935
- Bor és kenyér. Regény, 1-2.; ford. Kérő Pál; Prager, Bratislava-Pozsony, 1937 (Az Új Európa könyvesháza)
- Utazás Párizsba; ford. Barkóczy István; Prager, Bratislava-Pozsony 1938 (Az új Európa kistükre)
- Bor és kenyér; ford. Zoltán József; Forum, Bp., 1946
- Fontamara; ford. Zsámboki Zoltán; Európa, Bp., 1973
- Bor és kenyér; ford. Barna Imre; Európa, Bp., 1990 (Európa zsebkönyvek)
- A titok. Regény; ford., utószó Marx József; Nagyvilág, Bp., 1999

## Lásd még
- Jeruzsálem-díj